# Heidi Hansen

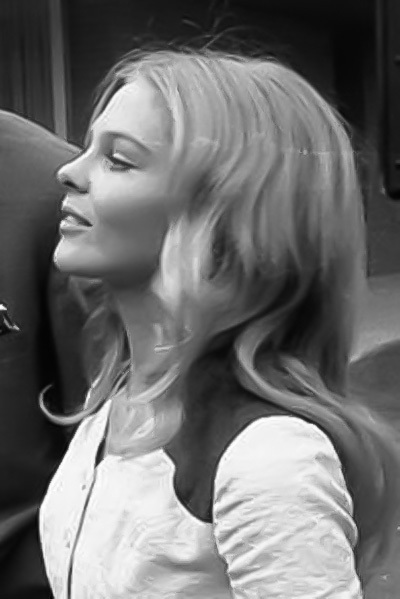
Heidi Hansen (1971)

Heidi Hansen (* 1. März 1952; bürgerlich: Gerti Heibl) ist eine deutsche Schauspielerin.

## Leben
Heidi Hansen war von Anfang bis Mitte der siebziger Jahre als Schauspielerin aktiv, unter anderem als Filmpartnerin der Schlagerstars Chris Roberts und Roy Black.
1972 erhielt sie von den Lesern der Bravo einen bronzenen Otto im Bereich „Beliebteste Schauspielerin“.
1973 hat sie geheiratet und wenig später eine Tochter aus dieser Verbindung bekommen.

## Filmografie
- 1971: Erotik im Beruf – Was jeder Personalchef gern verschweigt
- 1971: Rosy und der Herr aus Bonn
- 1971: Der neue Schulmädchen-Report. 2. Teil: Was Eltern den Schlaf raubt
- 1971: Rudi, benimm dich!
- 1971: Hochwürden drückt ein Auge zu
- 1972: Außer Rand und Band am Wolfgangsee
- 1972: Kinderarzt Dr. Fröhlich
- 1972: Immer Ärger mit Hochwürden
- 1972: Ein Käfer gibt Vollgas
- 1974: Schwarzwaldfahrt aus Liebeskummer
- 1979: Ratataplan – Ein Versager schlägt zurück
- 1989: Die Seifendiebe
- 1993: Stefano Quantestorie